# 俄勒冈州

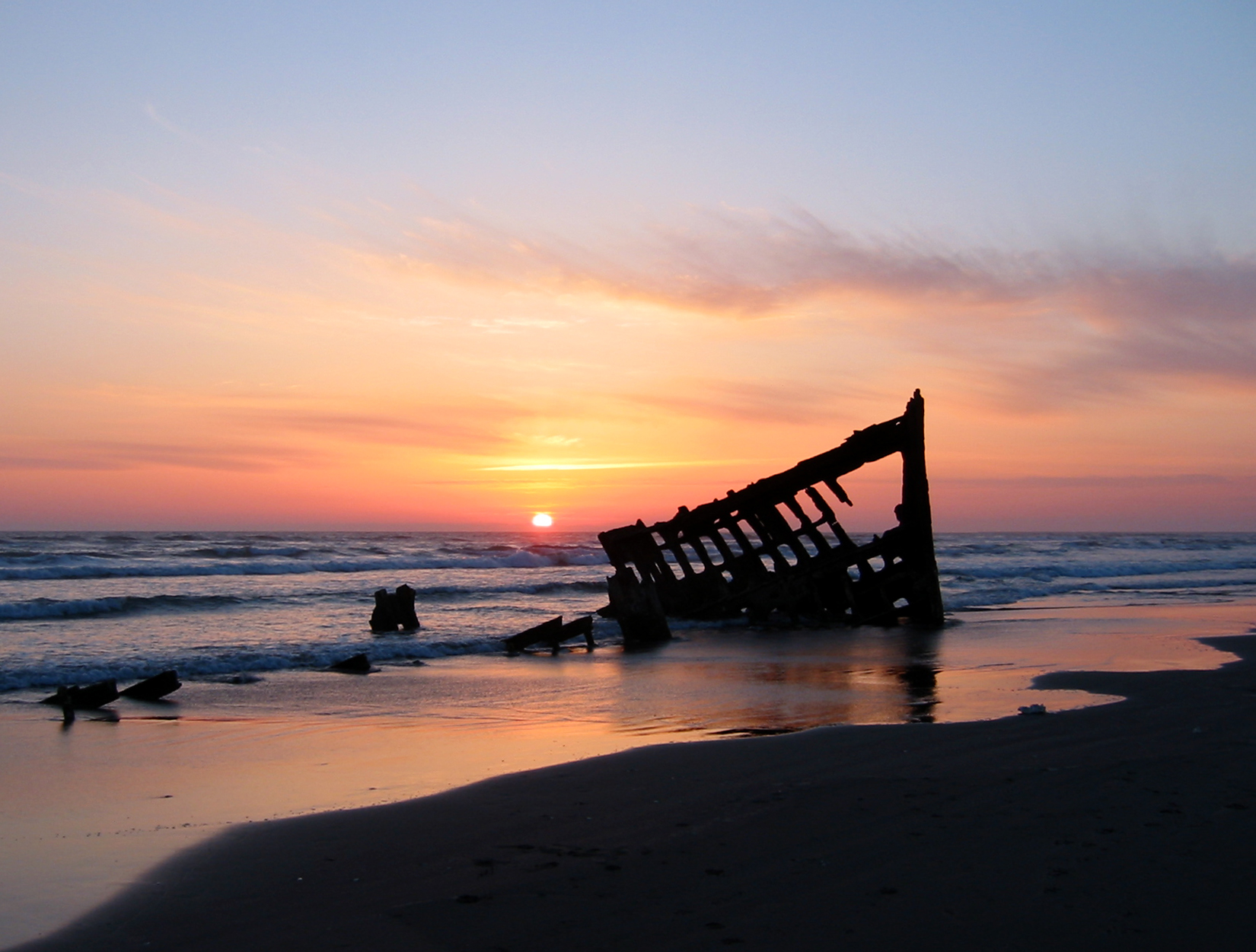
俄勒冈州斯蒂文堡国家公园中1906年搁浅的彼得·艾尔达尔号残骸

俄勒冈州（英語：State of Oregon），舊譯柯利近州，是美国的一个州，位于美国西北的太平洋沿岸，西临太平洋、北接华盛顿州、东面是爱德荷州、南面是加利福尼亚州和内华达州。2012年人口3,899,353。州别称：海狸州，邮编代号OR。本州的行政區劃，共管轄36個郡。

## 歷史
俄勒岡州所在的地区早在一萬五千年前已有人類居住的紀錄，人口主要集中在西面近海的河口平原。十六世紀時有大量印第安人居住在俄勒岡州。
18世纪末开始有俄罗斯渔民和殖民者在沿海活动，但除了极少数据点外基本没有对内陆进行殖民探索。18世纪末到19世纪初，英国人以温哥华岛上的据点为中心的殖民活动逐渐扩大，将包括俄勒冈在内的哥伦比亚地区作为殖民地。
1803年美国从法国购买路易斯安那领地后，其政府希望找到通向太平洋的路，因此派遣路易斯和克拉克组织探险队对路易斯安那领地西北部和哥伦比亚地区南部进行探险。他们主要沿着密苏里河–斯内克河–哥伦比亚河一线行进，并在1804年抵达了太平洋海岸。
19世纪上半叶，美国和英国在该地因殖民活动而出现利益冲突，两国的殖民竞争愈演愈烈，有爆发全面战争的可能。1846年，美国和英国对哥伦比亚的归属权达成共识，北纬49°以南的下哥伦比亚地区并入美国，随后美国将该地区拆分成华盛顿领地和俄勒冈领地（1848年建立）。1859年2月14日，俄勒冈州以联邦州身份加入美国，成为第33个州。其东部地区仍旧是无建制领地，1863年，东部地区另外建立爱达荷领地。
1850年後，俄勒岡领地人口不斷上升，太平洋铁路北线通车后，俄勒岡州的糧食和矿产被更快地運到東岸和五大湖的人口密集区。到二十世紀初，隨著水利工程的完成，伐木業的興起，使工商業開始在這個州份興起。
1945年5月5日，日军试图轰炸美国本土，但由于长途奔袭航程不够和美国方面已经在战争中取得绝对优势，日本军队只能用热气球装载炸弹进行盲目攻击，俄勒冈州内陆靠近杰尔哈特山（Gearhart Mountain）的布里（Bly）遭到轰炸，6人死亡。这是二战中美国本土唯一一次遭受到的攻擊，亦是唯一一次有美国人在美国本土死于与另一国的战事。

## 法律與政府
俄勒岡州跟其他美國的州份一樣，都是行政、立法和司法三權分立，州政府沒有國防和外交等層級實權。
共和黨和民主黨在這個州份的政府並沒有絕對優勢。但自1988年美國總統選舉起，每屆總統大選，這個州份都是由民主黨人勝出。

## 地理
州名印第安语意为“美丽之水”（指哥伦比亚河）。地形起伏较大，西部有喀斯喀特山脉和海岸山脉，东半部全为高原。西部沿岸多雨，东部高原少雨。森林占全州面积一半，与华盛顿州同为林业最盛的州。木材、纸浆、家具制造业很发达。威拉米特河流域人口密集，州人口70％集中在这里，农业发达，栽培小麦、燕麦、马铃薯及各种水果。东部高原主要为小麦、肉牛的农牧业区。沿海以鲑鱼为主的渔业很盛。工业仅以果品罐头业为重要。重要自然风景区有火山口湖国家公园和富德火山等。
俄勒冈州主要有四个地理分区，由西向东分别是：海岸山脉，海岸山脉和落基山脉之间的平原，落基山脉，以及落基山脉以东的高原。其中海岸山脉到落基山脉西麓是温带海洋性气候，降水丰沛，冬季阴冷但很少结冰，夏季则是温热多雨，降水量普遍超过800毫米。而落基山脉东麓和东部高原则是干燥的温带大陆性气候，冬季寒冷，夏季高温干燥。
由于俄勒冈沿海缺少大面积的平地，所以没有形成大型城镇，最大城市是波特兰，位于哥伦比亚河下游南岸。俄勒冈处于环太平洋火山地震带上，偶尔有地震，州内也有活跃或休眠的火山。

## 旅遊與觀光資訊
- 綺麗湖國家公園（Crater Lake National Park）
- 哥倫比亞河大峽谷

## 經濟
俄勒冈是美國的一個免稅州，居民年收入约8萬美元，体育用品公司Nike、户外运动品牌哥倫比亞和科技公司Tektronix的全球总部位于该州。

## 人口
2012年人口普查，俄勒岡州有3,899,353人。
| 调查年             | 人口      | 备注 | %±     |
| ------------------ | --------- | ---- | ------ |
| 1850               | 12,093    |      | —      |
| 1860               | 52,465    |      | 333.8% |
| 1870               | 90,923    |      | 73.3%  |
| 1880               | 174,768   |      | 92.2%  |
| 1890               | 317,704   |      | 81.8%  |
| 1900               | 413,536   |      | 30.2%  |
| 1910               | 672,765   |      | 62.7%  |
| 1920               | 783,389   |      | 16.4%  |
| 1930               | 953,786   |      | 21.8%  |
| 1940               | 1,089,684 |      | 14.2%  |
| 1950               | 1,521,341 |      | 39.6%  |
| 1960               | 1,768,687 |      | 16.3%  |
| 1970               | 2,091,385 |      | 18.2%  |
| 1980               | 2,633,105 |      | 25.9%  |
| 1990               | 2,842,321 |      | 7.9%   |
| 2000               | 3,421,399 |      | 20.4%  |
| 2010               | 3,831,074 |      | 12.0%  |
| 2020               | 4,237,256 |      | 10.6%  |
| 2022年估计         | 4,240,137 |      | 0.1%   |
| Sources: 1910–2020 |           |      |        |

| 种族构成                    | 1970  | 1990  | 2000  | 2010  | 2020  |
| --------------------------- | ----- | ----- | ----- | ----- | ----- |
| 白人 （包含西语裔中的白人） | 97.2% | 92.8% | 86.6% | 83.6% | 74.8% |
| 非裔美国人                  | 1.3%  | 1.6%  | 1.6%  | 1.8%  | 2%    |
| 美洲原住民                  | 0.6%  | 1.4%  | 1.3%  | 1.4%  | 1.5%  |
| 亚裔美国人                  | 0.7%  | 2.4%  | 3.0%  | 3.7%  | 4.6%  |
| 太平洋岛原住民              | –     | –     | 0.2%  | 0.3%  | 0.5%  |
| 其他种族                    | 0.2%  | 1.8%  | 4.2%  | 5.3%  | 6.3%  |
| 混血人种                    | –     | –     | 3.1%  | 3.8%  | 10.5% |
| 白人 （不含西语裔）         | 95.8% | -     | -     | -     | 71.7% |

目前俄勒岡州的族群比例可分為：
- 83.5%－白人
- 1.6%－非裔人
- 8.0%－拉美裔人
- 2.9%－亞裔人
- 1.3%－印地安原住民
- 3.2%－混合的族群

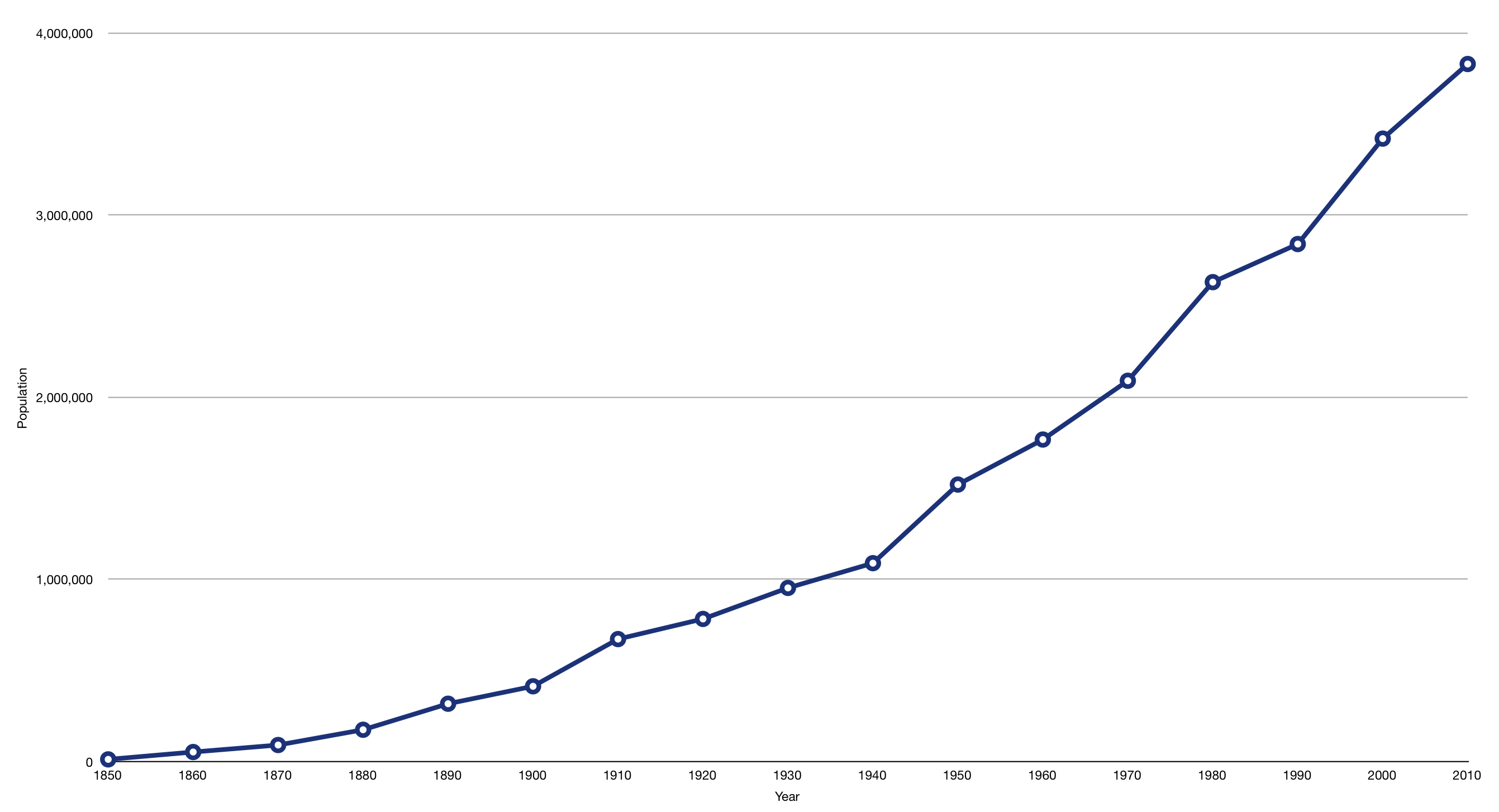
1850年到2010年俄勒冈人口增长图表

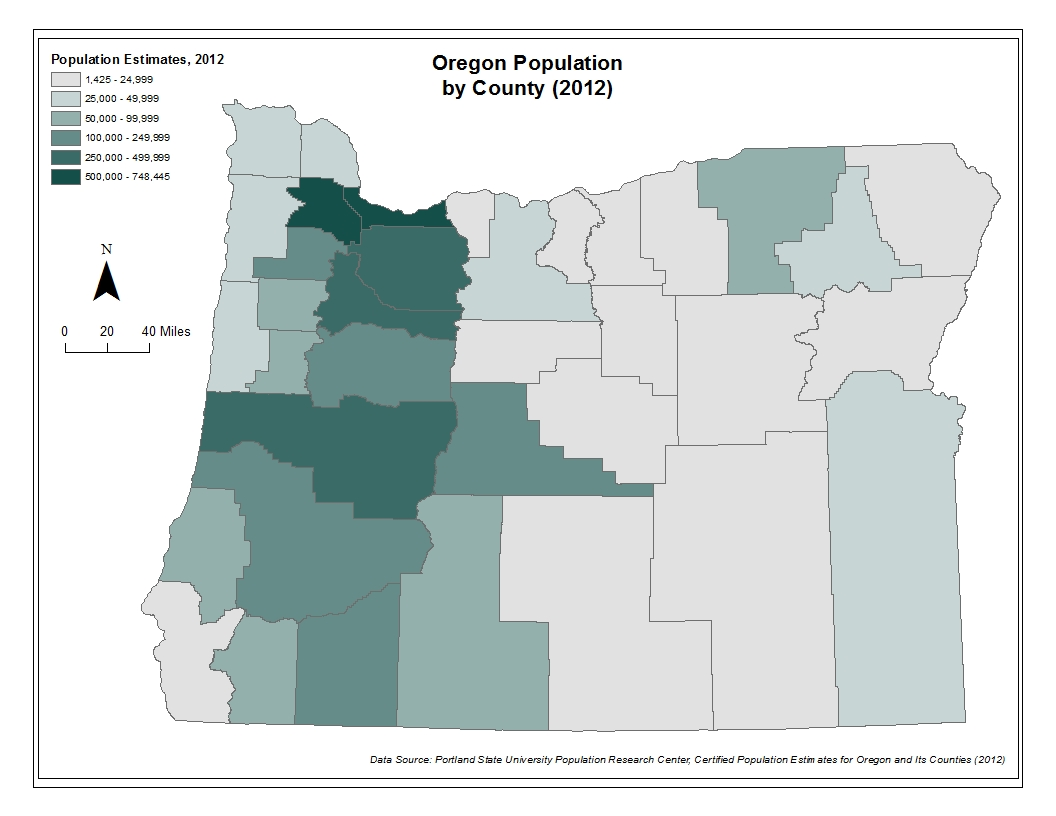
俄勒冈按县分布人口地图（2012年估计数据）

俄勒岡州的前五大居民祖先為：德國人（20.5%）、英國人（13.2%）、愛爾蘭人（11.9%）、墨西哥人（6.3%）。
該州有6.5%的人口在5歲以下，24.7%的人口在18歲以下，以及12.8%的人口在65歲以上。女性約占全人口比例50.4%。

### 宗教
宗教上，俄勒岡州居民的信仰比例如下：
- 67%－基督宗教
  - 47%－新教
  - 14%－羅馬天主教
  - 6%－其他基督宗教
- 6%－其他宗教
- 27%－無宗教信仰

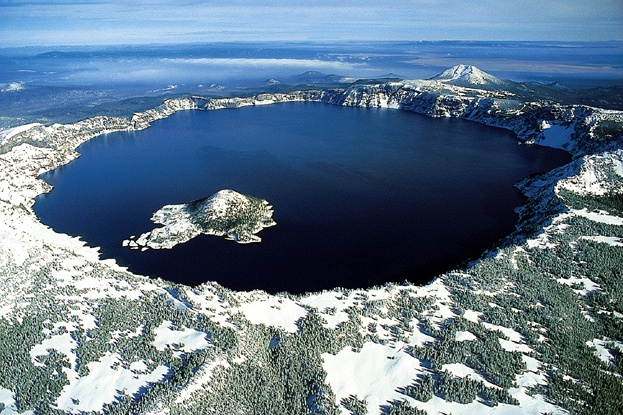
卡特湖

在俄勒岡州的新教徒中，前三大派別為：福音派（30%）、主流新教（16%）與其他新教（1%）。
雖然俄勒岡州大多是新教徒，但此州的教堂數目是相當少的，有可能是美國西海岸各州中最少的（一般皆為80%，但俄勒岡州只有12%）。

## 重要城鎮

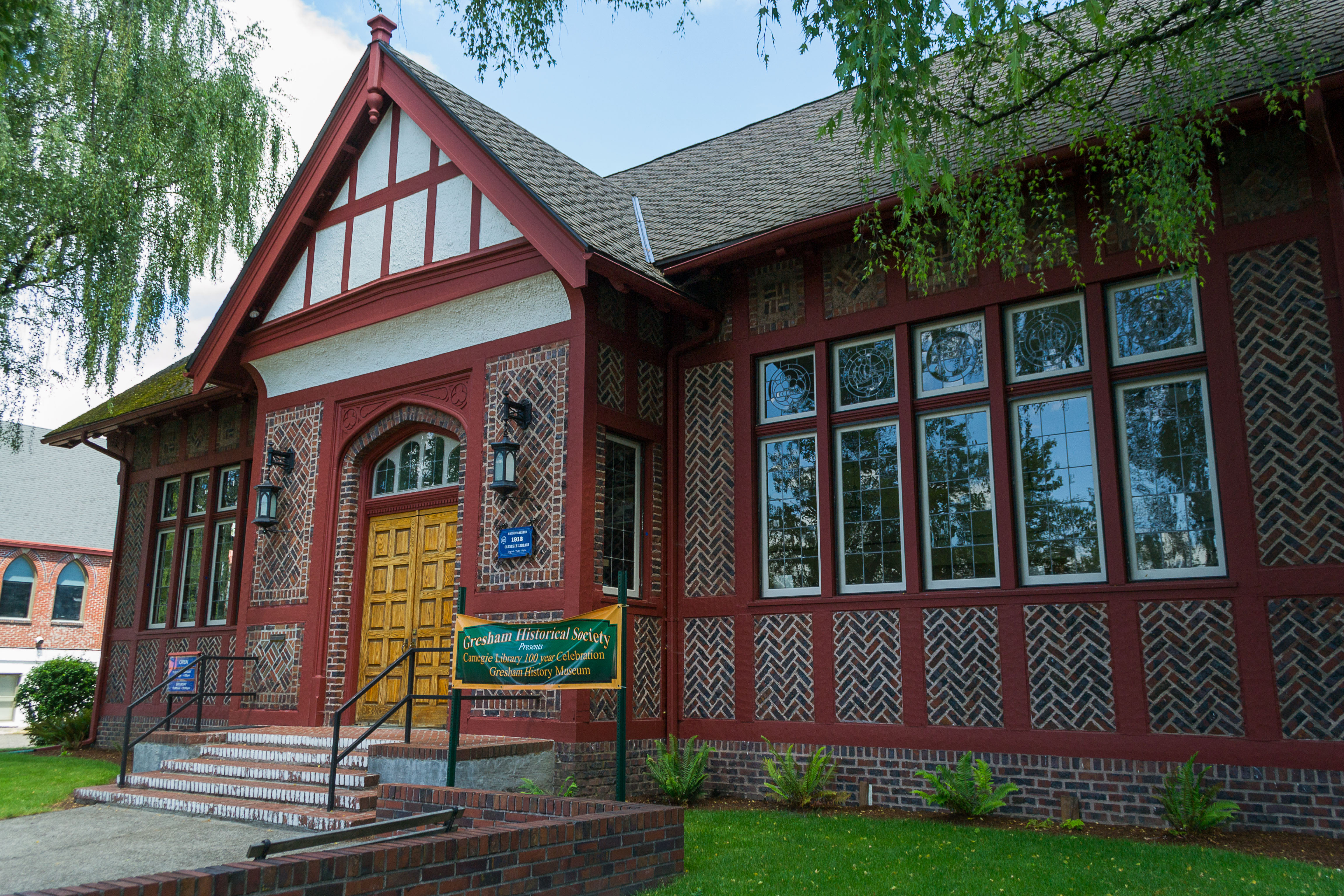
卡奈基圖書館(國家遺跡)

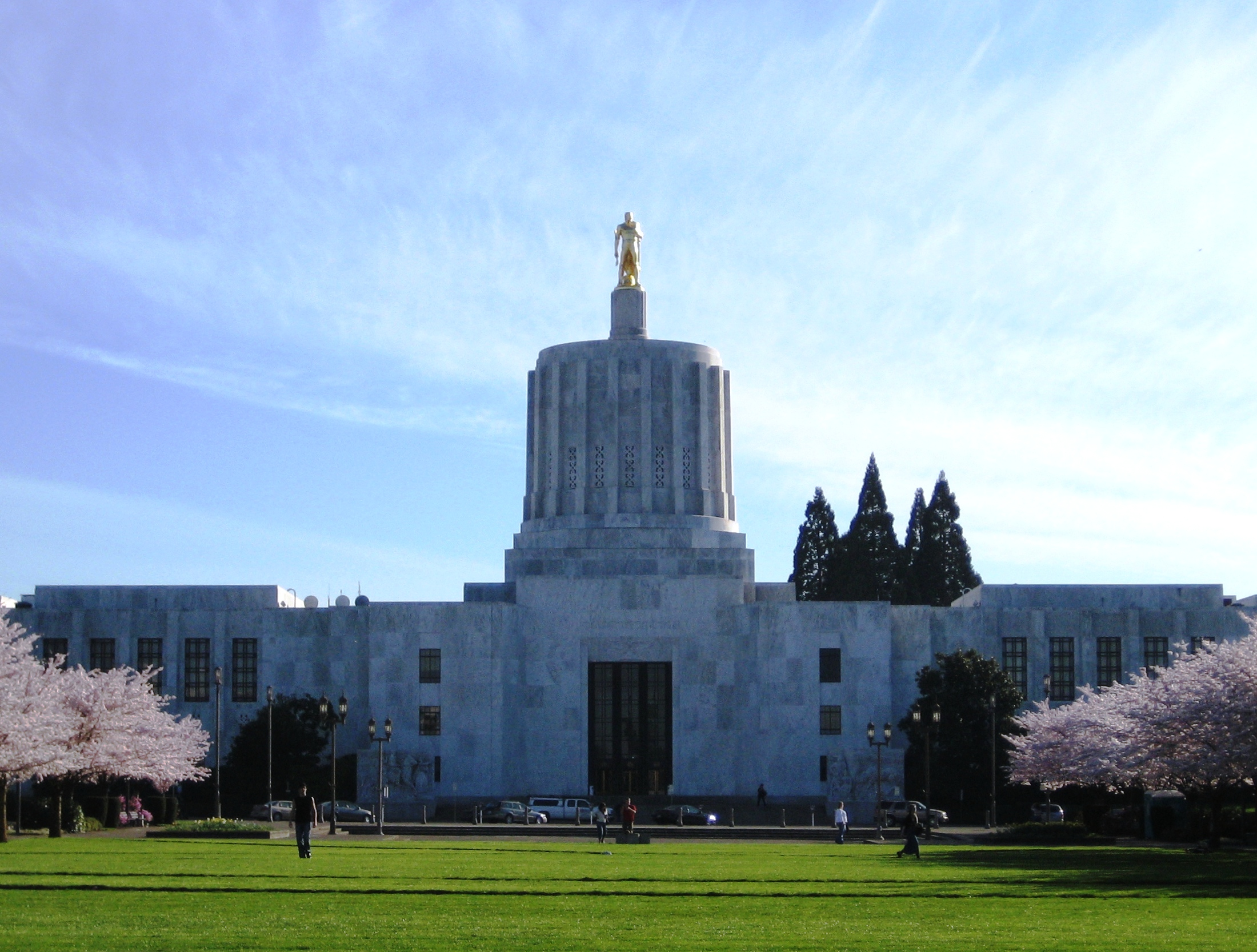
州政府

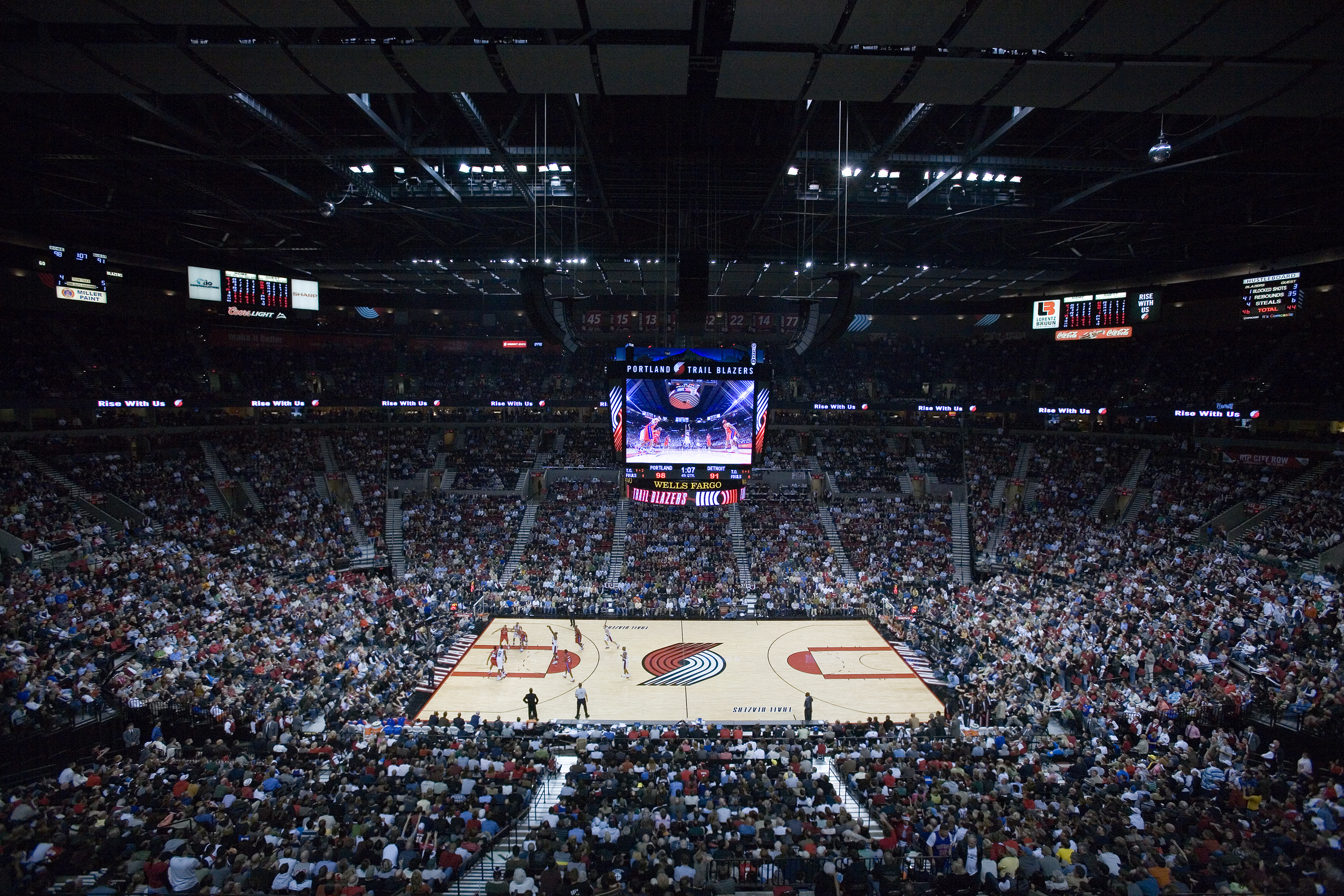
波特蘭拓荒者隊NBA球場

其他城市尚有庫斯貝（Coos Bay）、达尔斯（The Dalles）、圣海伦斯 (St. Helens)、蒂拉穆克（Tillamook）、胡德里弗（Hood River）等。

### 都会区
| 排名 | 都会区名稱                              | 人口      |
| ---- | --------------------------------------- | --------- |
| 1    | 波特兰-温哥华-希尔斯伯勒 MSA (州内部分) | 1,985,029 |
| 2    | 塞勒姆 MSA                              | 432,102   |
| 3    | 尤金-斯普林菲尔德 MSA                   | 379,611   |
| 4    | 梅德福 MSA                              | 219,564   |
| 5    | 本德 MSA                                | 191,996   |
| 6    | 奥尔巴尼-莱巴嫩 MSA                     | 127,335   |
| 7    | 罗斯堡 μSA                              | 110,283   |
| 8    | 科瓦利斯 MSA                            | 92,101    |
| 9    | 赫米斯顿-彭德尔顿 μSA                   | 88,888    |
| 10   | 格兰茨帕斯 MSA                          | 87,393    |

## 教育
詳見俄勒岡州學院和大學列表

## 重要體育團體

### 棒球
- 小聯盟
  - 雅吉玛熊（Yakima Bears，短期1A級西北聯盟，母隊：亞利桑那響尾蛇隊）
  - 蕯勒姆／凱澤火山（Salem-Keizer Volcanoes，短期1A級西北聯盟，母隊：舊金山巨人）
  - 尤金翠玉（Eugene Emeralds，短期1A級西北聯盟，母隊：聖地牙哥教士）

### 籃球
- 国家篮球协会
  - 波特兰开拓者
- 全国大学生体育协会（NCAA)
  - 美国太平洋大学

### 美式足球
- 全国大学生体育协会（NCAA)
  - 俄勒冈大学（鸭子）
  - 俄勒冈州立大学（海狸）

## 名人
- 萊納斯·鮑林（1901-1994）：化學家，曾獲諾貝爾化學獎和和平獎
- 比爾·鮑爾曼（1911-1999）：田徑教練，Nike品牌的創辦人之一
- 喬治·伯納德·丹齊格（1914-2005）：數學家，有「線性規劃之父」之稱
- 理查德·迪本科恩（Richard Diebenkorn，1922-1993）：畫家
- 沙可思（Mendel Sachs，1927–）：理論物理學家
- 卡爾·威曼（1951-）：物理學家兼科學教育家，因玻色–爱因斯坦凝聚的研究而獲諾貝爾物理學獎得主

## 其他資訊

### 重要機場
- 波特蘭國際機場（PDX）
- 尤金機場（EUG）

### 重要高速公路
- 5号州际公路
- 84号州际公路
- 101号美国国道

## 友好省州
截至2009年11月17日，俄勒冈州的友好省州有：
| 友好省州             | 结好时间 |
| -------------------- | -------- |
| 中华人民共和国福建省 | 1984年   |
| 中華民國臺灣省       | 1985年   |
| 日本富山縣           | 1991年   |
| 全羅南道             | 1996年   |
| 伊拉克伊拉克庫德斯坦 | 2005年   |
| 中华人民共和国天津市 | 2014年   |